# Liebfrauenkirche (Ravensburg)

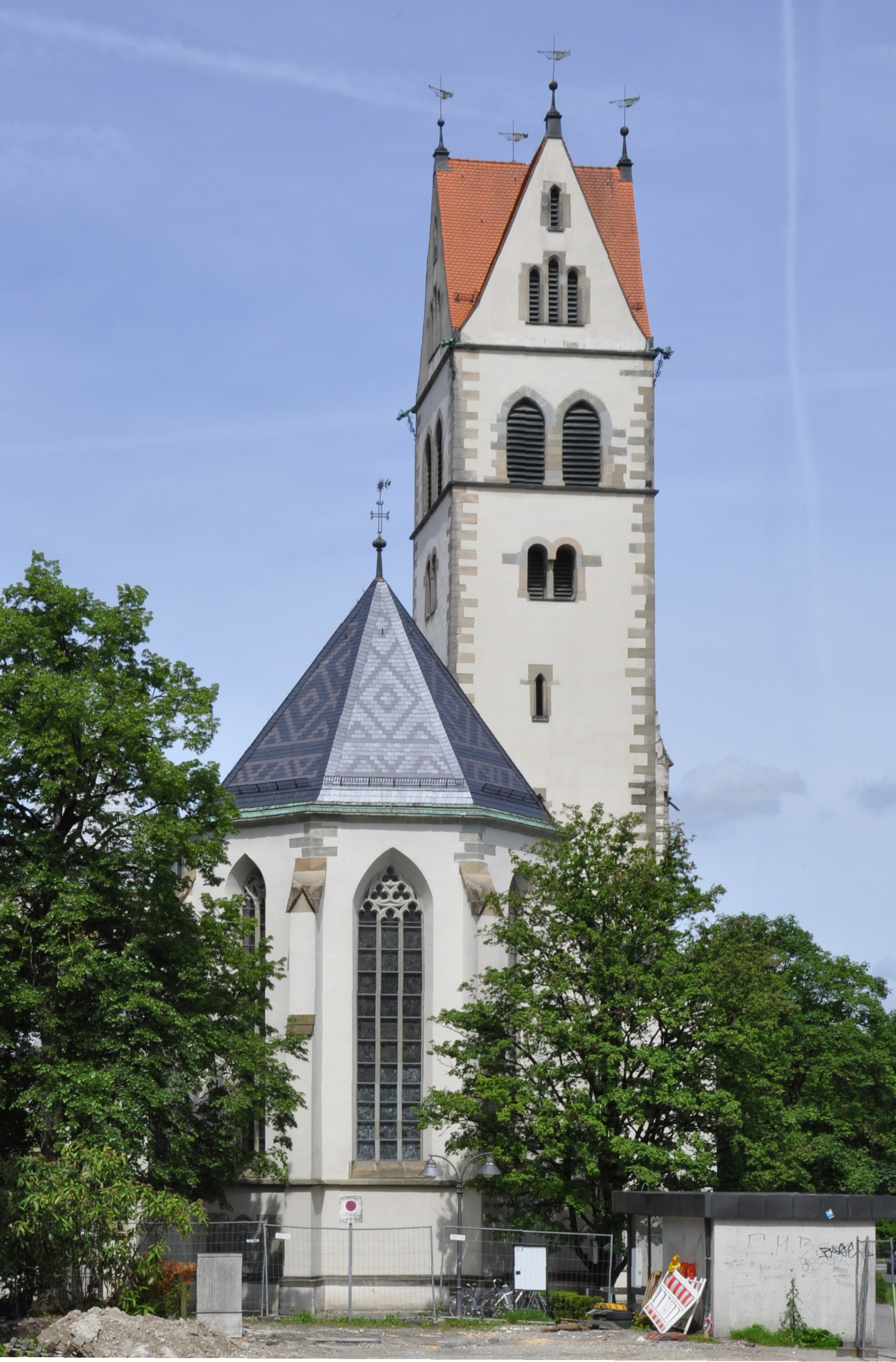
Liebfrauenkirche Ravensburg

Die Liebfrauenkirche (auch Kirche „Unserer lieben Frau“) ist ein römisch-katholisches Kirchengebäude in Ravensburg.

## Geschichte und Ausstattung
Die Liebfrauenkirche, erbaut zwischen 1279 und 1360, ist die zweitälteste Pfarrkirche in Ravensburg. Sie liegt am nördlichen Eingang zur Altstadt. 
Die Kirche war im Mittelalter dem Kloster Weingarten inkorporiert.
Im Jahr 1470 wurde ein zusätzliches Seitenschiff angebaut.

## Fenster
1415 wurden die Bleiglasfenster im Chor geschaffen. Erhalten sind die mittelalterlichen Glasmalereien in zwei hohen Fenstern und teilweise im Mittelfenster. Das Apostelfenster im Nordosten mit zweibahnigem Maßwerk und drei Fischblasen im Giebelfeld ist als Mosaikfenster gestaltet. Es zeigt in sechs Medaillons die zwölf Apostel mit ihren Symbolen. Die rahmenden weißen Spruchbänder mit den zwölf Artikeln des Apostolikums in gotischen Minuskeln bilden einen Vierpass mit den vier Ecken eines Quadrats. Über den Medaillons sind die zwölf Propheten mit gelben und weißen Inschriftenbändern zu sehen. Das Mittelfenster im Osten ist dreibahnig mit Dreipässen im Giebelfeld und das Fenster im Südosten zweibahnig mit vier Fischblasen. Beide Fenster bilden einen Zyklus mit biblischen und legendarischen Szenen aus dem Leben Marias und der Kindheit Jesu. Die Glasmalereien im Mittelfenster gehen weitgehend auf das Jahr 1900 zurück. Die mittelalterlichen Glasmalereien im Südostfenster zeigen die Flucht nach Ägypten, den Kindermord in Bethlehem und die Rückkehr der heiligen Familie nach Nazareth.

## Ausstattung

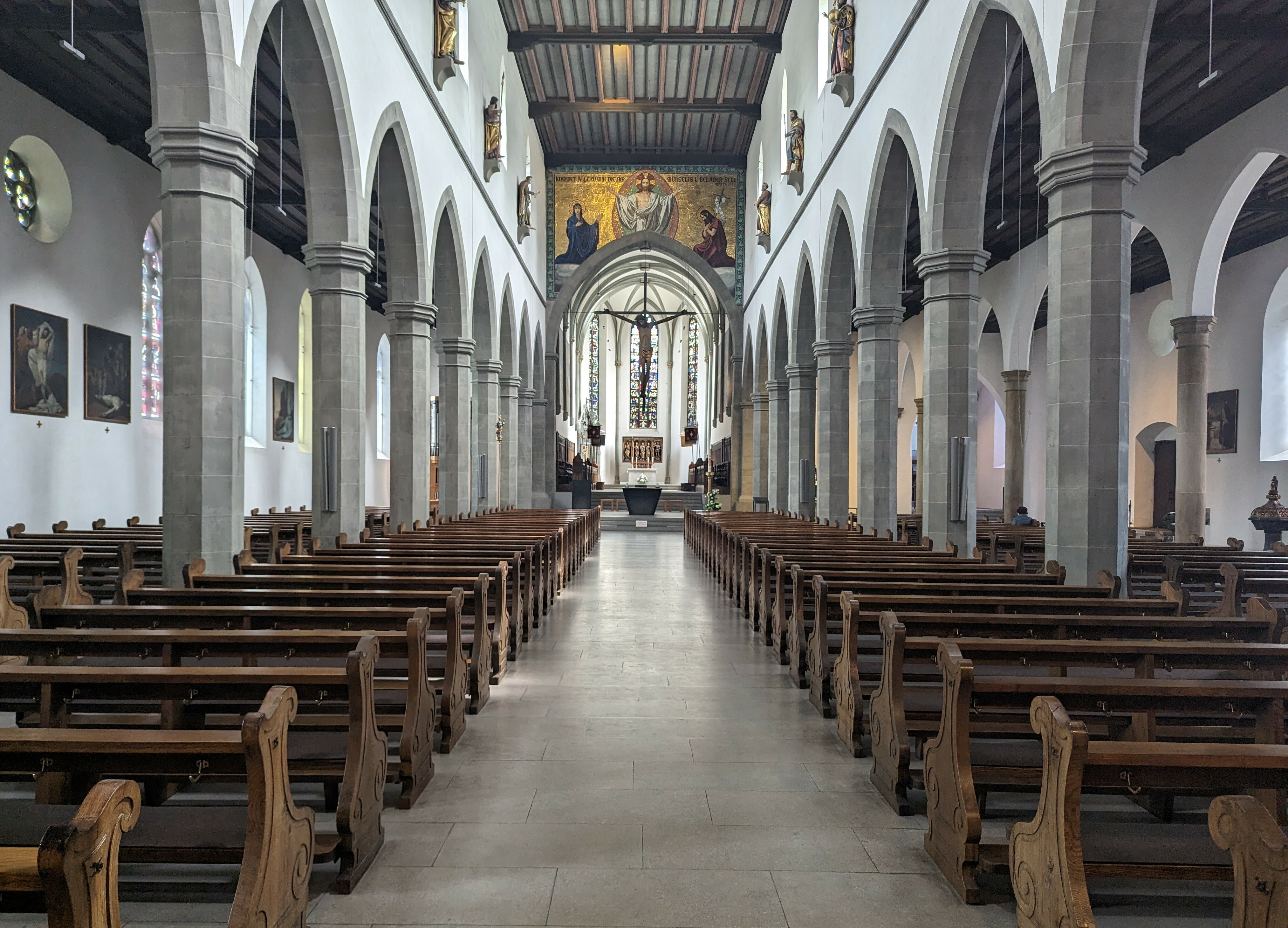
Innenraum (2023)

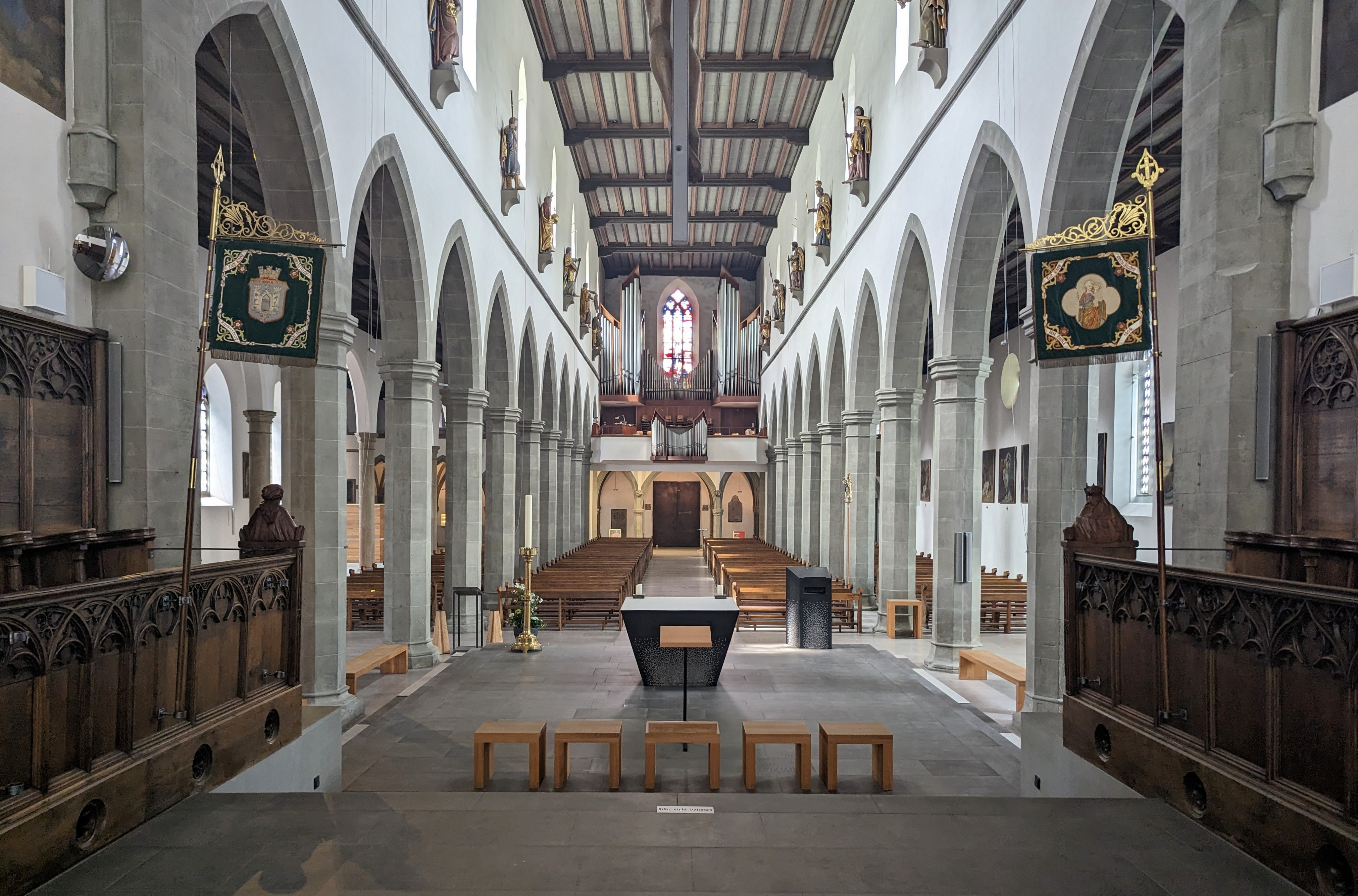
Blick zur Hauptorgel

Erwähnenswert ist die Kopie einer Schutzmantelmadonna im südlichen Seitenschiff. Das Original stammt aus dem Jahre 1480 und befindet sich heute in der Skulpturensammlung in Berlin. Es handelt sich dabei um ein besonderes sakrales Kunstwerk der spätgotischen Zeit (Ulm), das bis heute große Verehrung genießt.
Bedeutender spätgotischer Schnitzaltar von 1519 aus der Schweiz im Hochchor, Ende der 1950er Jahre angekauft nach Abbau der vollständigen neugotischen Ausstattung und Entfernung der völlig einheitlichen Ausmalung der Kirche. 
Singuläres Sakramentshaus aus Rorschacher Sandstein, das in seiner spätgotischen/frührenaissance Formensprache Parallelen zum Aufbau des Sebaldusgrabes (Bronceguss, Peter Vischer) in der Nürnberger Sebalduskirche zeigt (beide Werke verzichten auf Streben in die Höhe). 
Links daneben hinter Glas ein kleines Reisealtärchen aus limousiner Emaille, das ebenfalls spätgotisch ist.
In der Apsis finden sich drei spätgotische Glasfenster (gleicher Meister wie Eriskirch und Bessererkapelle im Ulmer Münster).

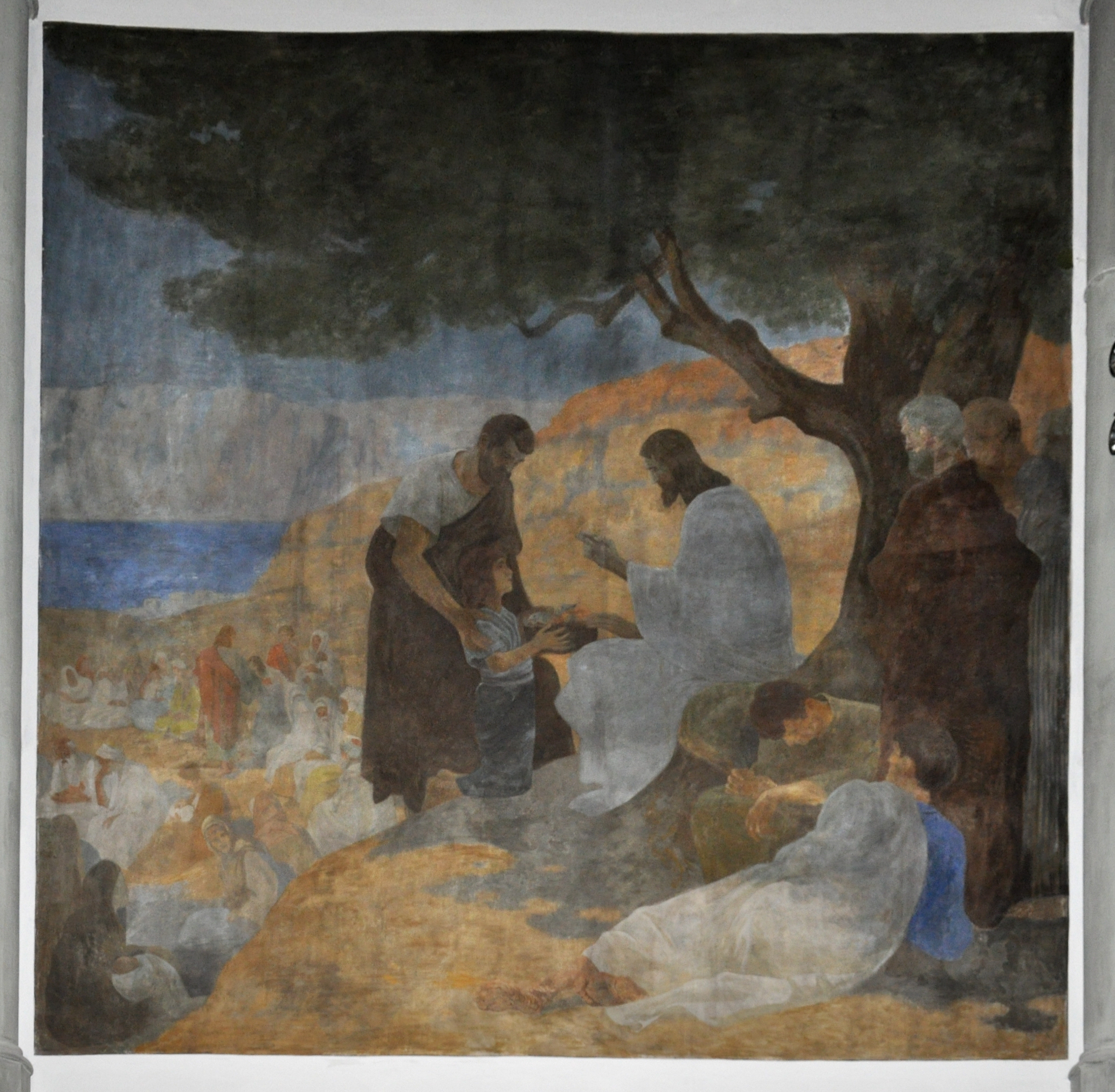
Wandgemälde im Chor (Szenen aus der Andreaslegende und dem Leben Christi) von Gebhard Fugel, 1909. Wunder der Brotvermehrung

Im großen gotischen Chorgestühl (im 19. Jahrhundert teilweise ergänzt) versammelte sich im Mittelalter die von der Bürgerschaft getragene Geistlichkeit zum täglichen Chorgebet. Deren Wohnhäuser geben der benachbarten Herrenstrasse bis heute ihren Namen. Diese Nutzung erklärt den für eine Pfarrkirche ungewöhnlich langen Hochchor, der durch einen Lettner (Fundamente 2010 ergraben) vom Schiff getrennt war (vgl. Stiftskirche Tübingen,  Stadtkirche St. Dionys Esslingen). 
Über dem Chorgestühl befinden sich insgesamt sechs großflächige Wandgemälde von Gebhard Fugel, die die Andreaslegende (Bruderschaftspatrozinium der Kirche) und Szenen aus dem Leben Jesu in expressionistischer Manier mit besonderer Lichtwirkung zeigen. Leider sind die Darstellungen heute sehr dunkel und in wenig gutem Zustand.
Vom selben Künstler im Langhaus die vorzüglich renovierten Kreuzwegstationen zwischen den Fenstern.
Ein monumentaler spätgotischer Gekreuzigter, welcher lange an der Giebelaußenseite der abgegangenen Kapelle auf dem Alten Friedhof platziert war, findet sich seit den 1950er Jahren an der Ostwand des nördlichen Seitenschiffes und seit 2011 wieder im Chorbogen an elegantem Eisenkreuz.
Im Langhaus befindet sich seit den 1960er Jahren ein Fensterzyklus zu den sieben Sakramenten von Wilhelm Geyer (Ulm), dazwischen Ornamentfenster.
Im vorletzten Fenster der Südseite (Ost) ist im unteren Bereich ein Kabinettfenster eingearbeitet,  das den Hl. Adalbert zeigt und ein Geschenk der polnischen Partnergemeinde St. Adalbert in Posen ist (1990er Jahre).
Im äußeren südlichen Seitenschiff fand 2011 der Taufstein des 19. Jahrhunderts samt Deckel wieder Aufstellung und Nutzung.
Beachtung verdienen zudem
- die vier westlichen Fenstermaßwerke im Hochgaden, die - im Gegensatz zu den eher stereotypen Drei- und Vierpässen der vorderen und älteren Fenster - abwechslungsreiche Fischblasenmotive zeigen und von der Verlängerung der Kirche um drei Joche nach Westen im 15. Jahrhundert zeugen. Das Westportal samt darüber liegendem Fenster wurden mit versetzt,
- das noch etwas später entstandene reine und flammenhafte Fischblasenmaßwerk des südöstlichsten Seitenschiffensters (gleich denen der Spitalkapelle in der Bachstraße und einzig original erhaltenes der Seitenschiffe) sowie
- die gewölbte Empore: reich gestaltete Schlusssteine und Kapitelle harren der Entdeckung.
- An der Westwand sind Grab- und Gedenksteine eingelassen. Und
- Von überregionaler Bedeutung ist das Tympanon des Westportals (außen), welches das Marienleben zeigt.

## Orgeln

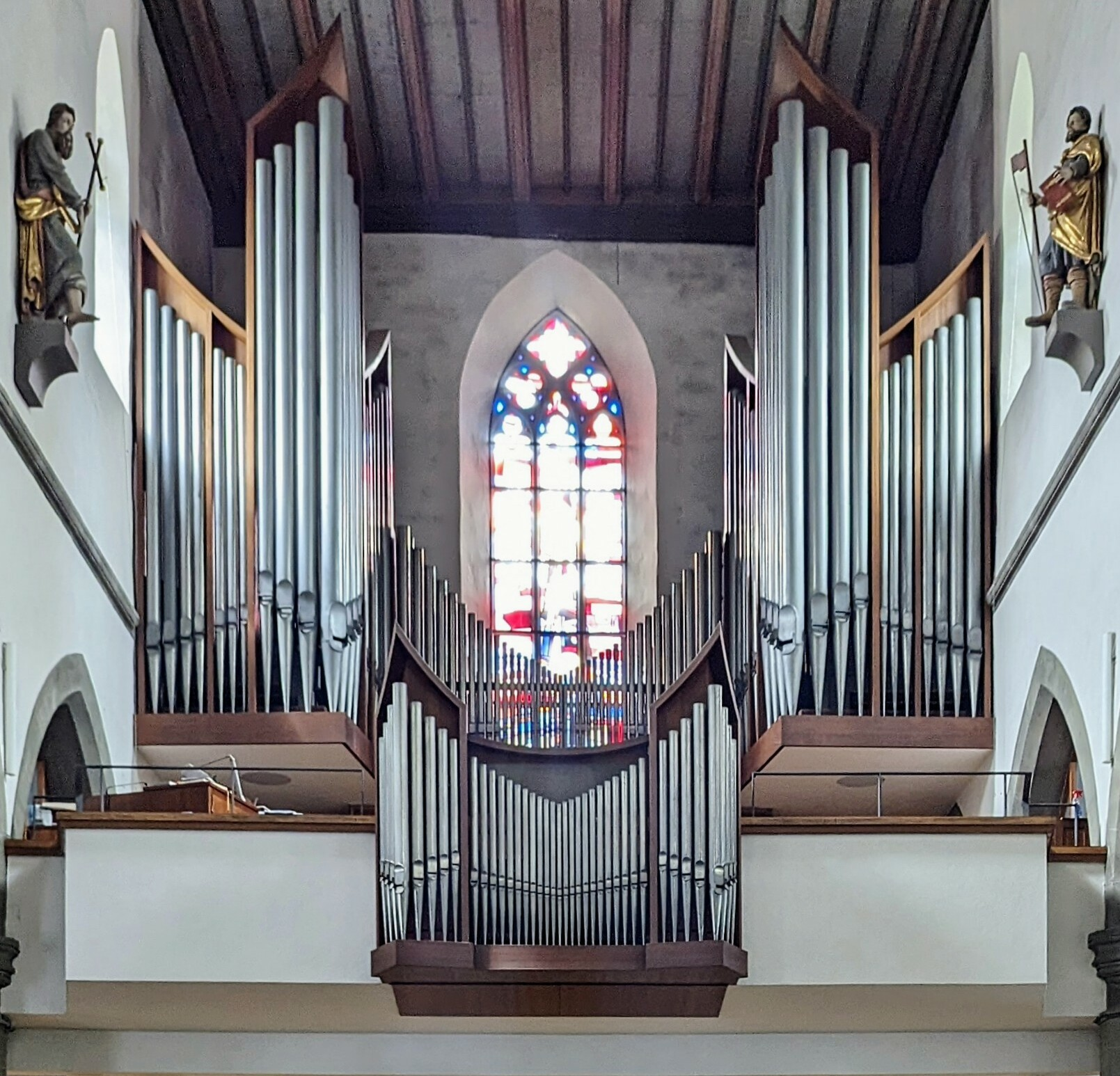
Prospekt mit Rückpositiv der Hauptorgel

Bereits Mitte des 15. Jahrhunderts gab es an der Liebfrauenkirche nachweislich Organisten. Im Laufe der Zeit gab es mehrere Instrumente, u. a. seitens der Orgelbauer Joseph Gabler (1749), Carl Gottlieb Weigle (1868, zwei Manuale, mechanische Kegelladen, dt. Hochromantik, ohne SW), Orgelbau Späth (1911, auf drei Manuale ergänzt, pneumatisiert, Elsässer Orgelreform). Historische Stadtansichten aus der Vogelperspektive zeigen ein Balghaus auf dem Dach des nördlichen Seitenschiffes, was auf eine Schwalbennestorgel an der nördlichen Hochschiffwand im westlichen Drittel des Langhauses schließen lässt,  vgl. Freiburger und Straßburger Münster. Zu vermutender Maßen vom aus Ravensburg stammenden Orgelbauer Jörg Ebert (vgl. seine erhaltene Orgel der Hofkirche Innsbruck u. d. rekonstruierte Gehäuse in Freiburg).

### Hauptorgel
Das heutige Instrument wurde im Jahre 1959 als op. 292 von der Firma Reiser (Biberach) erbaut, unter Wiederverwendung von sehr viel vorhandenem Pfeifenmaterial (teils älter als Weigle!) und Windladen der Vorgängerinstrumente unter Zubau zweier neuer Schleifladen (für Hauptwerk und Brüstungspositiv). Voller, eher dunkler und unaufdringlicher, aber raumpräsenter, breitgefächerter Klang, der Romantik und Orgelbewegung elegant verbindet. Die Hauptorgel hat 54 Register auf vier Manualen und Pedal sowie elektropneumatische Spiel- und Registertrakturen. Seit Jahrzehnten renovationsbedürftig, spielbar gehalten durch den Kantor (seit 1998), kein Wartungsvertrag. Die Reiser-Orgel soll als eine der wenigen noch existenten größeren Stadtkirchenorgeln der unmittelbaren Nachkriegszeit erhalten werden. Moderate, dabei aber wirksame und rein der Praxis geschuldete Optimierungen sind allerdings und unbedingt  erforderlich.
| I Hauptwerk C–a3    |             |
| Principal           | 16′         |
| Principal           | 08′         |
| Gedeckt             | 08′         |
| Viola di Gamba      | 08′         |
| Octave              | 04′         |
| Koppelflöte         | 04′         |
| Nasat               | 02 ⁄3′ prc. |
| Octave              | 02′         |
| Mixtura maior V–VII | 02′         |
| Mixtura minor IV    | 01′         |
| Bombarde            | 16′         |
| Trompete            | 08′         |
| Clairon             | 04′         |

| II Schwellwerk C–a3   |        |
| Pommer                | 16′    |
| Principal             | 08′    |
| Rohrgedackt           | 08′    |
| Salicional            | 08′    |
| Vox coelestis (ab c0) | 08′    |
| Geigenprincipal       | 04′    |
| Spitzflöte            | 04′    |
| Schwiegel             | 02′    |
| Septime               | 01 ⁄7′ |
| Cornett IV            | 04′    |
| Mixtur III            | 01 ⁄3′ |
| Schalmey-Oboe         | 08′    |
| Kopftrompete          | 04′    |
| Tremulant             |        |

| III Oberwerk C–a3 |       |
| Bourdon           | 8′    |
| Gemshorn          | 8′    |
| Quintatön         | 8′    |
| Unda maris (ab C) | 8′    |
| Principal         | 4′    |
| Rohrflöte         | 4′    |
| Quinte            | 2 ⁄3′ |
| Blockflöte        | 2′    |
| Scharff V         | 1′    |
| Krummhorn         | 8′    |
| Tremulant         |       |

| IV Positiv C–a3 |           |
| Coppel          | 8′        |
| Flöte           | 4′        |
| Superoctave     | 2′        |
| Terz            | 1 3⁄5′    |
| Quinte          | 1 ⁄3′     |
| Cymbel III      | 2⁄3′ Terz |
| Trichterregal   | 8′        |

| Pedalwerk C–f1 |         |
| Principalbass  | 16′     |
| Violonbass     | 16′     |
| Subbass        | 16′     |
| Quintbass      | 10 2⁄3′ |
| Octavbass      | 08′     |
| Gedecktbass    | 08′     |
| Choralbass     | 04′     |
| Cornettbass IV | 04′     |
| Piffaro III    | 04′     |
| Posaune        | 16′     |
| Tromba         | 08′     |

### Chororgel (Marienorgel)

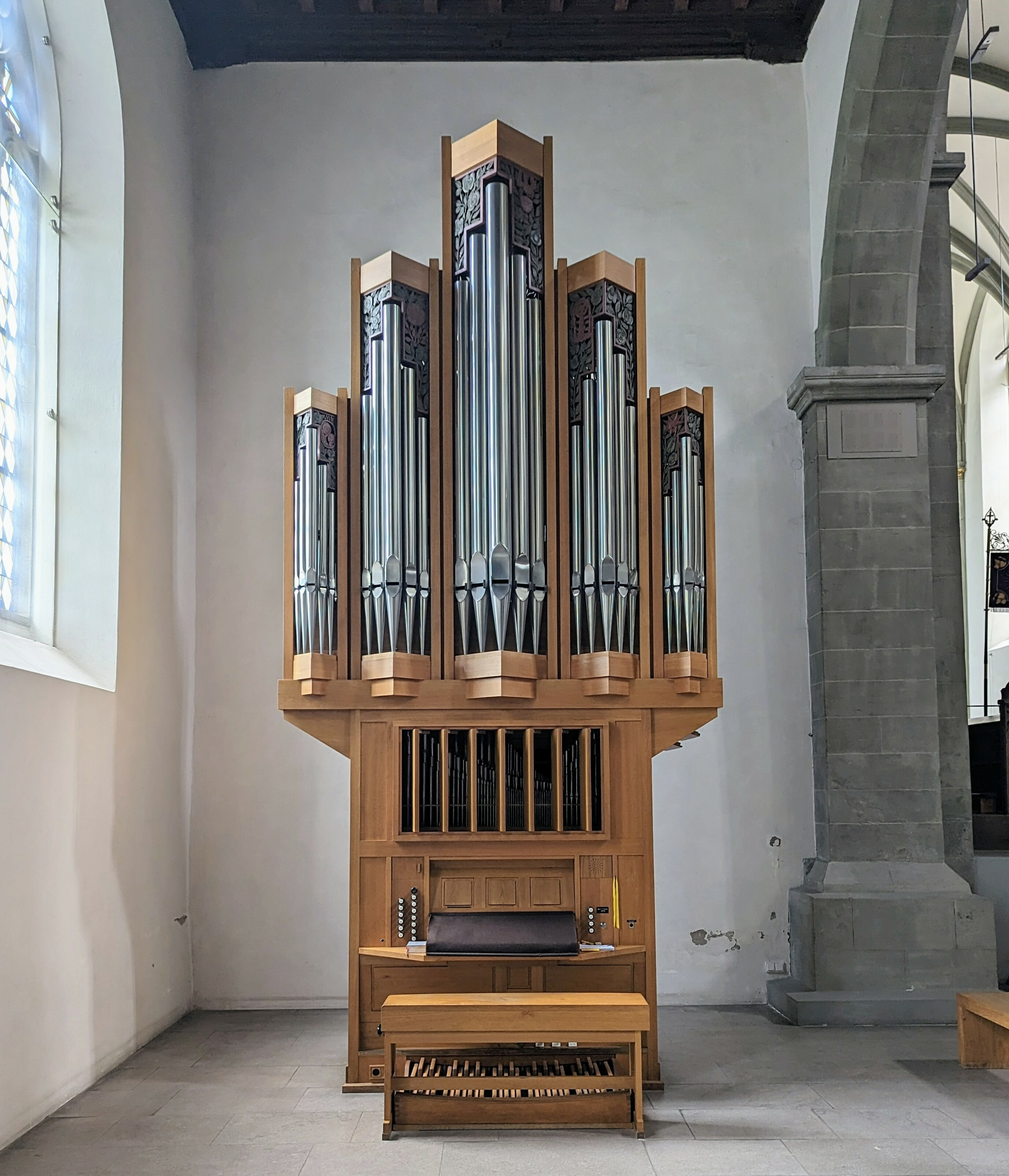
Chororgel

Die Chororgel wurde 1989 mit zwei Manualen und 15 Registern durch Rudolf Kubak, Augsburg, erbaut und stand anfangs im dritten Bogen links und war auf Weisung des Denkmalamtes fahrbar eingerichtet (unter Bruch der Bodenplatten). Seit 2011 befindet sie sich fest vor der östlichen Stirnwand im nördlichen Seitenschiff, der davor als Chorsingeplatz mit mobiler Bestuhlung diente.
| I Hauptwerk C–g3 |       |
| Principal        | 8′    |
| Rohrflöte        | 8′    |
| Octave           | 4′    |
| Nasard           | 2 ⁄3′ |
| Octave           | 2′    |
| Mixtur III       | 1 ⁄3′ |
| Trompete         | 8′    |

| II Brustwerk (schwellbar) C–g3 |       |
| Copel                          | 8′    |
| Amarosa                        | 8′    |
| Fluet                          | 4′    |
| Schwiegel                      | 2′    |
| Sesquialter II                 | 2 ⁄3′ |
| Largiot II                     | 1 ⁄3′ |
| Schalmey                       | 8′    |
| Tremulant                      |       |

| Pedal C–f1 |         |
| Subbass    | 16′     |
| Prinzipal  | 8′ (HW) |
| Octave     | 4′ (HW) |
| Posaune    | 8′      |

- Koppeln: II/I, I/P, II/P (als Tritte, Anordnung rechts)

Anmerkungen
1. ↑  Principal
2. ↑  C-fis0 Copel, g0 Spitzprincipal
3. ↑  ab g0 Principal
4. ↑  Janus-Prospekt (Rückseite)

- Rein mechanische Trakturen, Stimmung ungleichstufig (Kirnberger III).
- Frischer, lebendiger und strahlender Klang, der die große Kirche zu beherrschen weiß, die Hauptorgel dennoch bei weitem nicht ersetzen kann, will und muss. Prädestiniert für Alte Musik.
- Tonhöhe nicht exakt deckungsgleich mit der Hauptorgel. Keine elektrische Verbindung,  die ein Zusammenspiel beider Orgeln ermöglichen würde. Wechselweises Spiel mit zwei Organisten möglich.
- Geschnitztes Schleierwerk mit Motiven aus der Lauretanischen Litanei - wegen räumlicher Nähe zur Schutzmantelfrau und dem Patrozinium der Kirche Marienorgel genannt. Rätsel: im Schnitzwerk findet sich verborgen ein Ginko-Blatt.
- Vollständig projektiert und finanziert durch „Freunde der Kirchenmusik in Liebfrauen e.V.“, gegründet 1984 zu diesem Zweck. Heute: Veranstaltung von Konzerten und Unterstützung der Kirchenmusik an Liebfrauen. Aktuelles Ziel: Renovation Hauptorgel.